# ایبه‌جیک (آماسیه)
ایبه‌جیک (به ترکی استانبولی: İbecik) یک منطقهٔ مسکونی در ترکیه است که در آماسیه واقع شده‌است.